# Costa di Serina
Costa di Serina – miejscowość i gmina we Włoszech, w regionie Lombardia, w prowincji Bergamo.
Według danych na styczeń 2009 gminę zamieszkiwało 978 osób przy gęstości zaludnienia 80,7 os./1 km².